# Serena M. Auñón-Chancellor
Serena Maria Auñón-Chancellor (ur. 9 kwietnia 1976 w Indianapolis, w stanie Indiana) – amerykańska lekarka, inżynier oraz astronautka NASA.

## Wykształcenie
Auñón-Chancellor posiada licencjat w dziedzinie elektrotechniki z Uniwersytetu George’a Washingtona, tytuł lekarza medycyny z University of Texas Health Science Center at Houston (Texas) (2001) oraz magisterium ze zdrowia publicznego zdobyte na University of Texas Medical Branch (UTMB) w 2006 roku.

## Kariera medyczna
Auñón-Chancellor została zatrudniona przez NASA jako chirurg lotniczy i spędziła ponad 9 miesięcy w Rosji, wspierając operacje medyczne astronautów z Międzynarodowej Stacji Kosmicznej. Zajmowała stanowisko zastępcy chirurga załogi na STS-127 i Ekspedycji 22. Służy także jako zastępca dowódcy Wydziału Operacji Medycznych programu Orion.
W 2009 roku otrzymała Nagrodę pamięci Juliana E. Warda od Aerospace Medical Association za swój wkład w opiekę kliniczną nad członkami załóg lotów kosmicznych.

## Kariera w NASA

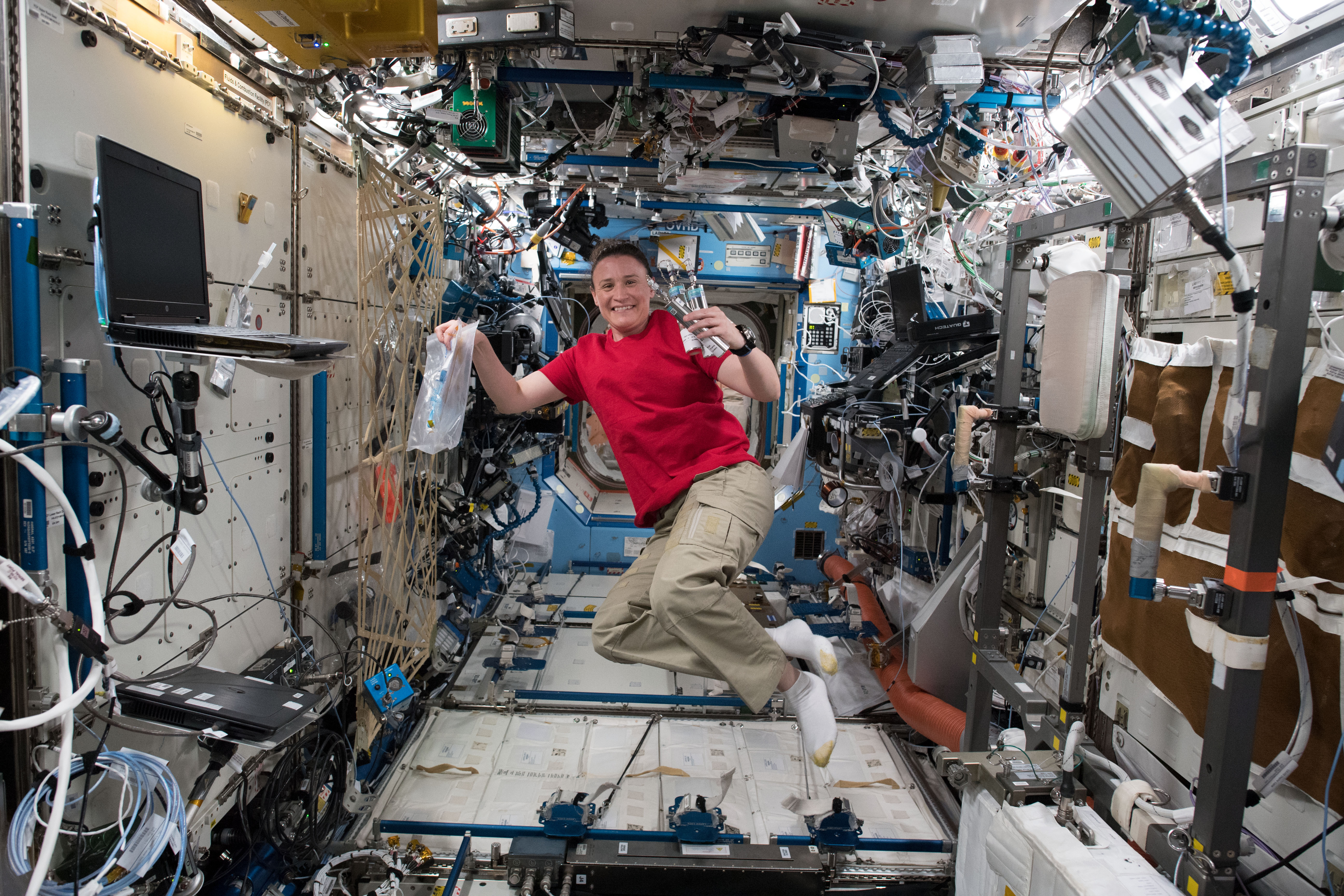
Serena M. Auñón-Chancellor na pokładzie Międzynarodowej Stacji Kosmicznej 11 czerwca 2018 r.

Auñón-Chancellor została wybrana jako kandydatka na astronautkę w czerwcu 2009 roku. Programy szkoleniowe kandydatury ukończyła w 2011 roku. W czerwcu 2012 roku prowadziła podwodny pojazd DeepWorker 2000 w ramach misji badawczej NASA/NOAA NEEMO 16 przy wybrzeżu Key Largo na Florydzie.
W lipcu 2015 roku Auñón-Chancellor brała udział w misji NEEMO 20 jako oceanonautka.

### Ekspedycja 56/57
16 stycznia 2018 ogłoszono, że Auñón-Chancellor zastąpi Jeanette J. Epps z głównej załogi Ekspedycji 56. W dniu 6 czerwca 2018 wystartowała Sojuzem MS-09 na Międzynarodową Stację Kosmiczną, gdzie spędziła 196 dni 17 godzin i 49 minut.
Stowarzyszenie Uczestników Lotów Kosmicznych (Association of Space Explorers) przyznało jej Universal Astronaut Insignia za lot orbitalny (nr 555).

## Życie prywatne
Auñón-Chancellor wyszła za mąż za lekarza Jeffa Chancellora i ma z tego małżeństwa przybraną córkę Serafinę Chancellor. Mieszkają w League City, w stanie Teksas. Ojcem Sereny Auñón jest dr Jorge Auñón, kubański wygnaniec, który przybył do Stanów Zjednoczonych w 1960 roku. Jej matką jest Margaret Auñón.